# Jim McWithey
Jim McWithey (ur. 4 lipca 1927 w Grammar w stanie Indiana, zm. 1 lutego 2009 w Gainesville w stanie Georgia) – amerykański kierowca wyścigowy.
Startował w serii USAC National Championship w latach 1956, 1957, 1959 oraz 1960. Ogółem wystartował w 20 wyścigach tej serii. Zaliczył także dwa starty w słynnym wyścigu Indianapolis 500 (1959 i 1960 rok).
Jego starty w Indianapolis 500 przypadły na okres gdy wyścig ten był zaliczany do klasyfikacji Mistrzostw Świata Formuły 1, w związku z czym McWithey ma w statystykach Formuły 1 zapisane dwa starty, ale nie zdobył żadnych punktów.

## Starty w Indianapolis 500
| Rok  | Nadwozie     | Silnik      | Start | Wynik | Uwagi           |
| ---- | ------------ | ----------- | ----- | ----- | --------------- |
| 1959 | Kurtis Kraft | Offenhauser | 33    | 16    |                 |
| 1960 | Epperly      | Offenhauser | 32    | 29    | Awaria hamulców |